# 25. San-marinesisches Kabinett
Das 25. Kabinett setzte sich aus Partito Democratico Cristiano Sammarinese (PDCS) und Partito Socialista Sammarinese (PSS) zusammen und regierte San Marino vom 7. Juli 1998 bis zum 28. März 2000.
Nach den Parlamentswahlen vom 31. Mai 1998 wurde die Koalition aus PDCS und PSS fortgesetzt. Die Christdemokraten stellten sechs, die Sozialisten vier Minister.
Am 28. Februar 2000 traten die Minister des PSS zurück, gefolgt von den christdemokratischen Ministern. Die neue Regierung wurde vom PDCS gemeinsam mit Partito Progressista Democratico Sammarinese–Idee in Movimento–Convenzione Democratica (PPDS–IM–CD) und Socialisti per le Riforme (SpR) gebildet.

## Liste der Minister
Die san-marinesische Verfassung kennt keinen Regierungschef, im diplomatischen Protokoll nimmt der Außenminister die Rolle des Regierungschefs ein.
| Amt                                                | Minister                  | Partei | Amtszeit                     |
| -------------------------------------------------- | ------------------------- | ------ | ---------------------------- |
| Auswärtiges                                        | Gabriele Gatti            | PDCS   | 7. Juli 1998 – 28. März 2000 |
| Inneres                                            | Antonio Lazzaro Volpinari | PSS    | 7. Juli 1998 – 28. März 2000 |
| Finanzen                                           | Clelio Galassi            | PDCS   | 7. Juli 1998 – 28. März 2000 |
| Industrie                                          | Fiorenzo Stolfi           | PSS    | 7. Juli 1998 – 28. März 2000 |
| Bildung und Justiz                                 | Sante Canducci            | PDCS   | 7. Juli 1998 – 28. März 2000 |
| Territorium                                        | Augusto Casali            | PSS    | 7. Juli 1998 – 28. März 2000 |
| Tourismus                                          | Claudio Podeschi          | PDCS   | 7. Juli 1998 – 28. März 2000 |
| Gesundheit                                         | Luciano Ciavatta          | PSS    | 7. Juli 1998 – 28. März 2000 |
| Arbeit                                             | Romeo Morri               | PDCS   | 7. Juli 1998 – 28. März 2000 |
| Beziehungen zu den Gemeinden und Staatsunternehmen | Cesare Antonio Gasperoni  | PDCS   | 7. Juli 1998 – 28. März 2000 |

### Bemerkungen
1. ↑  Segretario di Stato per gli Affari Esteri e Politici
2. ↑  Segretario di Stato per gli Affari Interni e la Protezione Civile
3. ↑  Segretario di Stato per le Finanze, il Bilancio, la Programmazione e i Rapporti con L’A.A.S.F.N.
4. ↑  Segretario di Stato per l’Industria, l’Artigianato, la Cooperazione Economica, le Poste e le Telecommunicazioni
5. ↑  Segretario di Stato per la Pubblica Istruzione, gli Affari Scociali, gli Instituti Culturali e la Giustizia
6. ↑  Segretario di Stato per il Territorio, l’Ambiente e l’Agricultura
7. ↑  Segretario di Stato per il Turismo, il Commercio e lo Sport
8. ↑  Segretario di Stato per la Sanità e la Sicurezza Sociale
9. ↑  Segretario di Stato per il Lavoro e la Cooperazione
10. ↑  Segretario di Stato per i Rapporti con le Giunte di Castello, l’A.A.S.P. e l’A.A.S.S.